# 天主教斯海爾托亨博斯教區
天主教斯海爾托亨博斯教區（拉丁語：Dioecesis Buscoducensis）是羅馬天主教在荷蘭的一個教教區，屬烏特勒支總教區。
教區位於荷蘭南部北布拉班特省東部。2011年，有1,125,000名教友，估轄區總人口54%，有246個堂區、720名司鐸、87名終身執事、758名修士、2,025名修女。現任主教為安多尼·胡爾克曼斯。
成立於1559年5月12日。1657年由於宗教改革關係，降格為代牧區。1853年3月4日恢復教區地位。

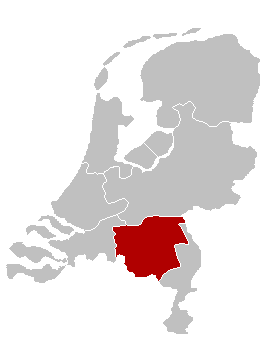
斯海爾托亨博斯教區管轄範圍圖